# پیتر لوره
پیتر لوره (مجاری: Peter Lorre؛ زاده ۲۶ ژوئن ۱۹۰۴ درگذشته ۲۳ مارس ۱۹۶۴) هنرپیشه مجارستانی بود. از فیلم‌هایی که وی در آن نقش داشته است می‌توان به آرسنیک و تور کهنه، ام، کازابلانکا، یهودی ابدی، شاهین مالت، مردی که زیاد می‌دانست، گذرگاهی به سوی مارسی، فریب‌خورده، سفر به قعر دریا و شیطان را بران اشاره کرد.